# Интернациональное (Жамбылская область)
Интернациональное (каз. Интернациональное) — село в Меркенском районе Жамбылской области Казахстана. Входит в состав Рыскуловского сельского округа. Код КАТО — 315444300.

## Население
В 1999 году население села составляло 1485 человек (722 мужчины и 763 женщины). По данным переписи 2009 года, в селе проживали 1944 человека (988 мужчин и 956 женщин).